# Хангаласки рејон
Хангаласки рејон или Хангаласки улус (рус. Хангаласский район) је један од 34 рејона Републике Јакутије у Руској Федерацији. Налази се на југозападу Јакутије и заузима повшину од 24.700 км². Цијели рејон се протеже на Приленскои платоу долином ријеке Лене, гдје леже готово сва насеља овог рејона. 
Административни центар рејона је насеље Покровск.
Укупан број становника рејона је 23.711 (2010).
Већину становништва чине Јакути, те Руси и други.